# Волноломний острів
Волноло́мний о́стрів (рос. Волноломный остров) — невеликий острів у морі Лаптєвих, є частиною островів Петра. Територіально відноситься до Красноярського краю, Росія.
Розташований біля південно-східного узбережжя острова Північного. Острів має видовжену форму, витягнутий із півночі на південь. Являє собою вузьку піщану косу. Із заходу та півночі точений мілинами.
Відкритий В. В. Прончищевим в 1736 році.